# Bread Upon the Waters (film 1912)
Bread Upon the Waters è un cortometraggio muto del 1912 diretto da Oscar Eagle.
Fu il terzo film che porta come sceneggiatura la firma di J. Edward Hungerford che appare, tra il 1912 e il 1921, in circa un'ottantina di pellicole come soggettista o scenarista.

## Produzione
Il film fu prodotto dalla Selig Polyscope Company.

## Distribuzione
Distribuito dalla General Film Company, il film - un cortometraggio in una bobina - uscì nelle sale cinematografiche statunitensi il 30 settembre 1912.